# كريستا فرايدا فوغل
كريستا فرايدا فوغل (بالألمانية: Christa Frieda Vogel)‏ هي مصورة ألمانية، ولدت في 1960 في مبن في ألمانيا.

## وصلات خارجية
- الموقع الرسمي